# Reyssouze (rivière)
Pour l’article homonyme, voir Reyssouze.
La Reyssouze est une rivière française qui coule dans le département de l'Ain, en région Auvergne-Rhône-Alpes. C'est un affluent gauche de la Saône, donc un sous-affluent du Rhône.

## Étymologie
L'origine du mot Reyssouze est incertaine. Les premières mentions apparaissent en 954-986 (cartulaire de Saint-Vincent de Mâcon, no 327) sous la forme in fluvio Resosia puis Resciosa, 996-1018 (ibid. no 331) et aqua Roissosa (ibid. no 331) au Xe siècle. Quant à la commune de Reyssouze, elle apparaît au Xe siècle, ad Riscosam (ibid. no 493). Pour A.-M. Vurpa et C. Michel, la Reyssouze, qui a donné son nom au village (riscosam au Xe siècle puis Resosia en 954), peut faire penser au mot roman *riscia (qui serait le même nom que le gaulois rusca « écorce d'arbre » d'où vient le français « ruche »), nom qui a donné le français « rasse » (« corbeille ») utilisé en Bresse pour désigner certains talus : avec le suffixe latin -osa, la Reyssouze serait une rivière bordée de talus (d'après G. Taverdet).
On retrouve les traces écrites de la Reyssouze à partir de 1272 dans des documents comptables concernant Pont de Vaux. Le nom évolue de Roissousa ou Royssousa à Reissousa (Comptes de la châtellenie de Pont-de-Vaux aux archives départementales de la Côte-d'Or et comptes des syndics de Pont-de-Vaux aux archives communales (1381-1418).

## Géographie
La Reyssouze naît d'une source karstique à Journans (Canton de Pont-d'Ain) au pied du Revermont (massif du Jura) et serpente dans le sud de la plaine de Bresse. Son cours est orienté d'abord vers le nord puis vers l'ouest. Elle traverse Bourg-en-Bresse et se jette dans la Saône en limite des communes de Reyssouze et Pont-de-Vaux après un parcours de 75,1 km.

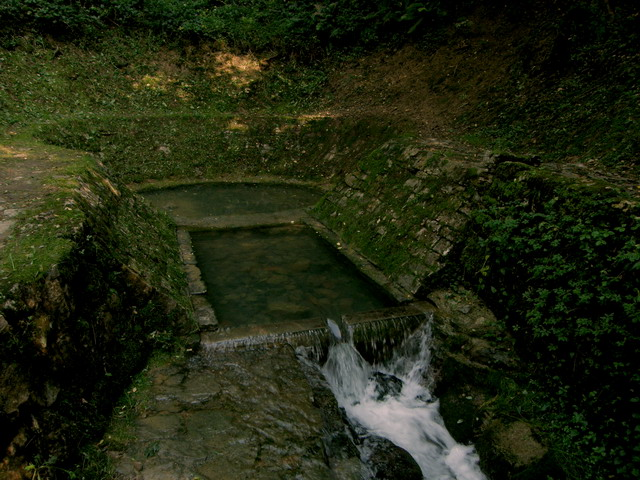
La source de la Reyssouze à Journans.

### Villes traversées
- Bourg-en-Bresse, Viriat, Montrevel-en-Bresse et Pont-de-Vaux

### Communes traversées
La Reyssouze traverse vingt-deux communes : Attignat, Bresse Vallons, Bourg-en-Bresse, Chavannes-sur-Reyssouze, Foissiat, Gorrevod, Jayat, Journans, Lescheroux, Malafretaz, Mantenay-Montlin, Montagnat, Montrevel-en-Bresse, Pont-de-Vaux, Reyssouze, Saint-Bénigne, Saint-Étienne-sur-Reyssouze, Saint-Jean-sur-Reyssouze, Saint-Julien-sur-Reyssouze, Servignat, Tossiat et Viriat.

### Toponymes
la Reyssouze a donné son hydronyme aux six communes suivantes de Chavannes-sur-Reyssouze, Cras-sur-Reyssouze, Reyssouze, Saint-Étienne-sur-Reyssouze, Saint-Jean-sur-Reyssouze, Saint-Julien-sur-Reyssouze.

### Bassin versant
La Reyssouze draine un bassin versant de 495 km2 situé essentiellement sur la Bresse mais aussi sur une partie des contreforts de la montagne jurassienne (Revermont) et une petite zone sur la Dombes, quelques étangs apportant leur tribut à la rivière.
Les communes sur lesquelles s'étend le bassin versant sont :
Attignat, Béréziat, Boissey, Bourg-en-Bresse, Certines, Ceyzériat, Chavannes-sur-Reyssouze, Chevroux, Cras-sur-Reyssouze, Dommartin, Étrez, Foissiat, Gorrevod, Jasseron, Jayat, Journans, La Tranclière, Lescheroux, Malafretaz, Mantenay-Montlin, Marsonnas, Montagnat, Montrevel-en-Bresse, Péronnas, Polliat, Pont-de-Vaux, Revonnas, Reyssouze, Servignat, Saint-Bénigne, Saint-Didier-d'Aussiat, Saint-Étienne-sur-Reyssouze, Saint-Jean-sur-Reyssouze, Saint-Julien-sur-Reyssouze, Saint-Just, Saint-Martin-du-Mont, Saint-Martin-le-Châtel, Saint-Sulpice, Saint-Trivier-de-Courtes, Servignat, Tossiat, Viriat. La plupart d'entre elles (37/42) adhèrent au Syndicat intercommunal d'aménagement et d'entretien de la Reyssouze et de ses affluents.

### Organisme gestionnaire
L'organisme gestionnaire est le syndicat de rivières Reyssouze et Affluents (Syndicat du bassin versant de la Reyssouze SBVR).

## Affluents
Les affluents sont nombreux mais de faible longueur et leur débit ne fait d'eux que des ruisseaux.
Seule la Vallière a droit à la dénomination de rivière sur la carte de l'IGN.
Les principaux affluents de la Reyssouze sont :
- la Vallière (rd[note 1]), 6 km de rang de Strahler deux.
- le Dévorah (rd), 3 km de rang de Strahler deux.
- le Jugnon (rd), 17 km de rang de Strahler deux.
- le Salençon, 13 km de rang de Strahler deux.
- le Bief de la Gravière (rd), 8 km de rang de Strahler trois.
- la Leschère (rg), 16 km de rang de Strahler quatre.
- le Reyssouzet (rg), 23 km de rang de Strahler trois.
- le Bief de l'Enfer (rg), 12 km de rang de Strahler un.
- le Bief de Rollin (rg), 18 km de rang de Strahler deux.
- le Bief d'Augiors ou d'Augior (rg), 8 km de rang de Strahler deux.

### Rang de Strahler
Donc son rang de Strahler est de cinq par la Leschère.

## Hydrologie
La Reyssouze est une rivière assez régulière et moyennement abondante.

### La Reyssouze à Bourg-en-Bresse
Son débit a été observé durant une période de 26 ans (1983-2008), à Bourg-en-Bresse, chef-lieu du département de l'Ain après une quinzaine de kilomètres. La surface ainsi étudiée est de 130 km2, soit le quart du bassin versant de la rivière.
Le module de la rivière à Bourg-en-Bresse est de 1,41 m3/s.
La Reyssouze présente des fluctuations saisonnières de débit peu marquées. Les hautes eaux interviennent en hiver et au printemps, et se caractérisent par des débits mensuels moyens allant de 1,69 à 2,1 m3/s, de novembre à mai inclus (avec deux maxima peu nets en février, puis en avril). À partir du mois de juin, le débit baisse fortement jusqu'aux basses eaux d'été qui ont lieu de juillet à septembre inclus, entraînant une baisse du débit mensuel moyen jusqu'à 0,423 m3 au mois d'août. Mais ces moyennes mensuelles ne sont que des moyennes et cachent des fluctuations plus prononcées sur de courtes périodes ou selon les années.

### Étiage ou basses eaux
Aux étiages, le VCN3 peut chuter jusque 0,094 m3/s (94 litres), en cas de période quinquennale sèche, ce qui est peu sévère.

### Crues
Les crues peuvent être importantes, compte tenu de la petitesse du bassin versant. Les QIX 2 et QIX 5 valent respectivement 24 et 30 m3/s. Le QIX 10 est de 33 m3/s, le QIX 20 de 37 m3/s, tandis que le QIX 50 se monte à 42 m3/s.
Le débit instantané maximal enregistré à Bourg-en-Bresse a été de 40,9 m3/s le 7 août 1995, tandis que la valeur journalière maximale était de 27,1 m3/s le 26 avril 1989. Si l'on compare la première de ces valeurs à l'échelle des QIX de la rivière, l'on constate que cette crue était d'ordre cinquantennal, et donc destinée à se répéter tous les 50 ans en moyenne.

### Lame d'eau et débit spécifique
La Reyssouze est une rivière moyennement abondante, dans le contexte du bassin de la Saône très arrosé. La lame d'eau écoulée dans son bassin versant est de 342 millimètres annuellement, ce qui est légèrement supérieur à la moyenne d'ensemble de la France, tous bassins confondus (plus ou moins 320 millimètres par an), mais nettement inférieur à l'ensemble du bassin de la Saône (501 millimètres par an). Le débit spécifique (ou Qsp) atteint le chiffre fort satisfaisant de 10,8 litres par seconde et par kilomètre carré de bassin.

## Légendes

### L'origine de la Reyssouze
Un jour, il y a fort longtemps, le diable rendit visite à une vieille femme de Journans, nommée Reyssouze. Le malin, à son habitude, lui proposa d'exaucer un vœu en échange de son âme. La transaction aurait lieu à minuit et la femme pourrait faire, sa vie durant, ce que précisément elle ferait cette heure-ci.
La vieille, après mûre réflexion, accepta. Comme elle était cupide et avare, elle décida qu'à minuit, elle compterait ses quelques pièces d'or cachées au plus profond de sa masure. Ainsi, elle pourrait jusqu'à sa mort compter de l'or et serait par conséquent riche à jamais.
Outre son avarice, la mégère était connue pour sa bêtise. Ainsi pour être certaine de ne point manquer l'heure, elle décida de commencer à compter ses écus une heure à l'avance. Elle de brasserait son trésor lorsque l'heure fatidique arriverait.
Elle se mit à sa table et fit défiler ses pièces.
Minuit approchait, lorsqu'une envie la saisit. Hélas, elle eut beau se retenir, se tortiller tant et plus, se concentrer sur son pécule, rien n'y fit. Et lorsque minuit arriva, elle dut laisser libre cours à la nature et les yeux exorbités s'épancha comme une fontaine.
Le diable, pour une fois, tint parole et depuis cette nuit mémorable, la Reyssouze ne cessa plus de couler et coule encore.

## Aménagemenents et écologie

### Canal de Pont-de-Vaux
La partie aval de la Reyssouze, entre Pont-de-Vaux et la Saône, a fait depuis le XVIIIe l'objet d'un canal de 3 km de longueur, avec une écluse, au gabarit faux Freycinet, le canal de Pont-de-Vaux.

### Znieff basse vallée de la Reyssouze
La basse vallée de la Reyssouze a fait l'objet d'une ZNIEFF 820030864 de 31,63 km2 de type II.